# Niedermorschwihr
Niedermorschwihr (deutsch Niedermorschweier) ist eine Gemeinde mit 561 Einwohnern (Stand 1. Januar 2022) im Département Haut-Rhin in der Region Grand Est (bis 2015 Elsass) in Frankreich.

## Geografie
Das Gemeindegebiet gehört zum Regionalen Naturpark Ballons des Vosges. Das Dorf liegt bei Turckheim und westlich von Colmar. Dort verläuft die Elsässer Weinstraße. Ein Ortsteil heißt Hunabuehl.

## Geschichte
Um das Jahr 1148 hieß das Dorf „Morswilre“. Im 16. Jahrhundert – damals hatten die Habsburger die Vorherrschaft – wurden Niedermorschweier und das benachbarte Obermorschweier als eigenständige Gemeinden anerkannt. 
Von 1871 bis zum Ende des Ersten Weltkrieges gehörte Niedermorschweier als Teil des Reichslandes Elsaß-Lothringen zum Deutschen Reich und war dem Kreis Rappoltsweiler im Bezirk Oberelsaß zugeordnet.
Niedermorschwihr wurde 1985 als typisch elsässisches Dorf von einer japanischen Fernsehserie (engl.: The Blue Skies of Alsace) als Kulisse verwendet.

### Bevölkerungsentwicklung
| Jahr      | 1910 | 1962 | 1968 | 1975 | 1982 | 1990 | 1999 | 2007 | 2017 |
| Einwohner | 726  | 455  | 554  | 553  | 620  | 609  | 585  | 569  | 539  |

## Sehenswürdigkeiten
- Kirche St. Gallus (Saint-Gall). In dieser befindet sich eine Orgel von Andreas Silbermann, gebaut 1726, die ursprünglich für die Dominikanerkirche Colmar angefertigt wurde. Das Gebäude weist eine gewundene Turmspitze auf, die in ihrer Art im Elsass einzigartig ist.

|  |  |  |  |

## Persönlichkeiten
- Christine Ferber (* 1960), Pâtissière, Chocolatière und Confiseuse